# Choiseul (famiglia)

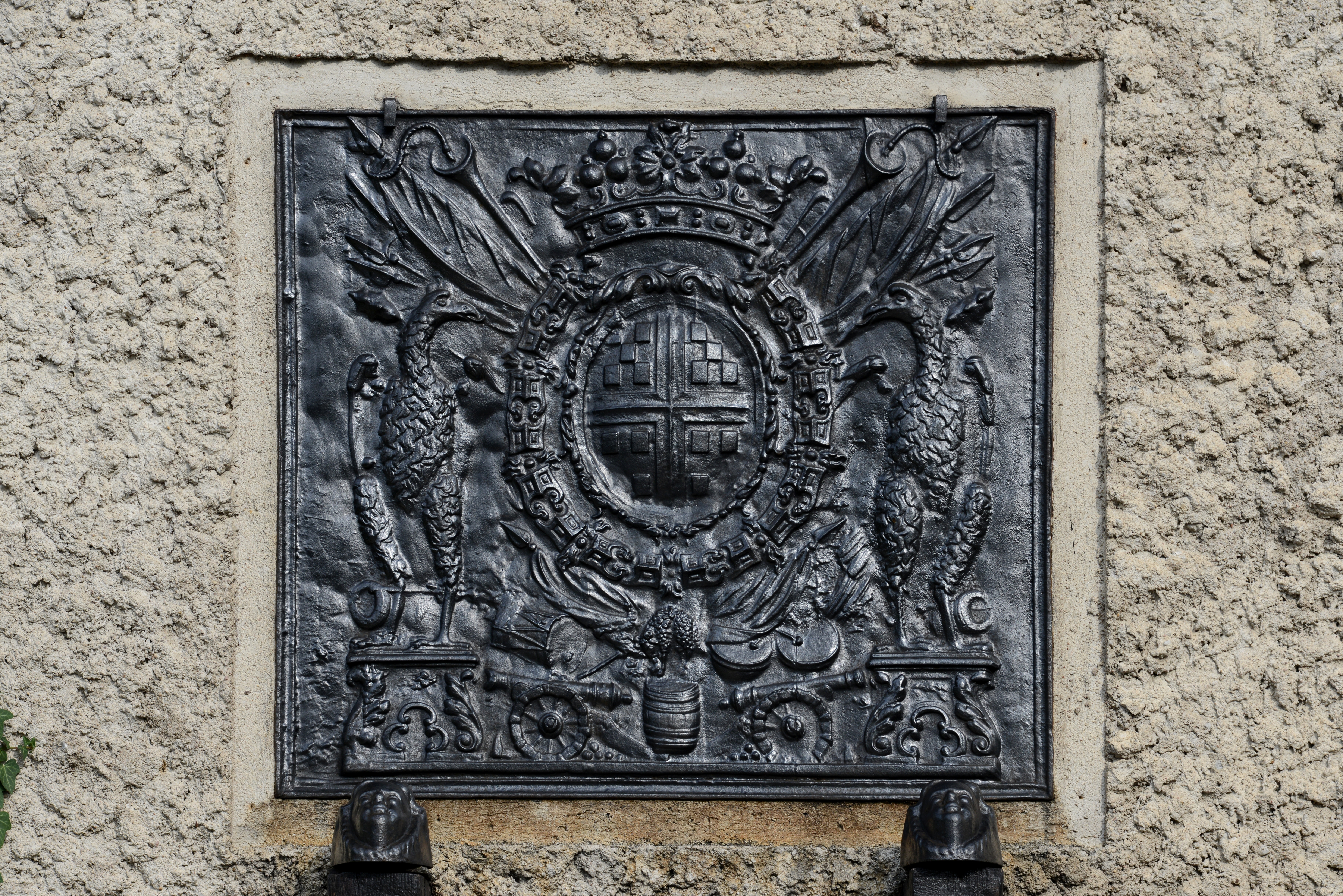
Stemma di Casa de Choiseul su di una targa a Bourscheid

La Casata di Choiseul è una nobile famiglia francese della Champagne, conosciuta sin dall'XI secolo.
Tra i tanti rami della famiglia, sopravvive solo il ramo ducale de Choiseul-Praslin.

## Membri illustri
- César de Choiseul (1602-1675), generale e diplomatico
- Gilbert de Choiseul du Plessis-Praslin (1613-1689), vescovo di Tournai
- Charles Henri de Choiseul (?-1698), marchese d'Isches
- Étienne François de Choiseul (1719-1785), generale e diplomatico
- Jacques-Philippe de Choiseul (1727-1789), generale
- Marie-Gabriel-Florent-Auguste de Choiseul-Gouffier (1752-1817), diplomatico
- Charles de Choiseul-Praslin (1804-1847), politico